# مات لينوكس
مات لينوكس هو كاتب كندي، ولد في 1980 في أوريليا في كندا.